# Sol bemol

Sol bemol (Sol♭ na notação europeia e G♭ na americana) é uma nota musical um semitom acima de fá e uma abaixo de sol. É, pois, enarmônica das notas mi dobrado sustenido e fá sustenido.

## Altura
No temperamento igual, o sol bemol que fica logo acima do dó central do piano (G♭4) tem a freqüência aproximada de 370 Hz. Tem dois enarmônicos, E♯♯ e F♯.